# Maxime Carlot Korman
Maxime Carlot Korman (26 de abril de 1941) é um político de Vanuatu, anteriormente atuando como Presidente do Parlamento e ex-Presidente interino. Ele serviu como primeiro-ministro de Vanuatu por quase cinco anos, primeiro de 16 de dezembro de 1991 a 21 de dezembro de 1995 e novamente de 23 de fevereiro de 1996 a 30 de setembro de 1996. Foi membro da União de Partidos Moderados durante seus mandatos como primeiro ministro, mas agora lidera o Partido Republicano Vanuatu . Ele foi o primeiro Presidente do Parlamento após a independência, de julho de 1980 a novembro de 1983, e também serviu nessa capacidade pouco antes da independência.

## Carreira política
Korman tornou-se primeiro-ministro após a vitória da União dos Partidos Moderados nas eleições de 1991, que vieram após a cisão no partido Vanua'aku, no poder. Ele foi o primeiro primeiro ministro francófono de Vanuatu, após o governo do anglófono Walter Lini ao longo dos anos 80.
A política externa de Korman marcou uma ruptura distinta com a de Lini. Ele "reverteu o apoio inequívoco [do país] à Frente de Libertação Nacional de Kanak na Nova Caledônia, sua inimizade sistemática em relação à França, seu flerte com regimes radicais e sua postura abertamente antiamericana no Pacífico, livre de armas nucleares".
Após a eleição de 1995, Korman foi substituído como primeiro-ministro por Serge Vohor, um líder dissidente de seu próprio partido. Dois meses depois, Korman conseguiu acumular apoio suficiente para expulsar Vohor e recuperar o controle do partido e da liderança, mas após sete meses ele foi novamente deposto em um voto de não-confiança de 27-22 e substituído por Vohor. Korman nunca mais conseguiu recuperar a liderança da União dos Partidos Moderados. Ele também atuou como Ministro de Relações Exteriores de 1993 a 1995. Após seus mandatos como Primeiro Ministro, Korman se separou da União de Partidos Moderados para formar o Partido Republicano de Vanuatu., que ele ainda lidera. Após as eleições de julho de 2004, Korman tornou-se vice-primeiro-ministro sob o comando de Vohor, mas foi substituído um mês depois, quando uma coalizão nacional tomou posse.
Ele foi Ministro de Infraestrutura e Serviços Públicos por um tempo, mas foi removido deste cargo e substituído por Edward Natapei em julho de 2005.
Korman e o Partido Republicano permaneceram na coalizão governante, e Maxime Carlot Korman acabou se tornando Ministro das Terras. Em julho de 2007, Maxime Carlot Korman e seu filho foram confrontados com acusações de corrupção envolvendo acordos de terra, que Korman negou veementemente.
Após as eleições gerais de setembro de 2008, Korman foi candidato ao cargo de Primeiro Ministro na votação parlamentar realizada em 22 de setembro, mas foi derrotado por Natapei, recebendo 25 votos contra 27 de Natapei.
No entanto, ele foi eleito para ser o Presidente do Parlamento. Em 18 de agosto de 2009, quando expirou o mandato do Presidente de Vanuatu, Korman tornou-se Presidente em exercício na qualidade de Presidente do Parlamento até a eleição de um sucessor em 2 de setembro de 2009.
George Wells o substituiu como Presidente em janeiro de 2010, antes de renunciar em dezembro, após o que Korman foi eleito novamente para o cargo.
Em setembro de 2011, depois de "ter aplicado rigidamente ordens permanentes para impedir o governo de [ Kilman ] de trazer um orçamento suplementar", ele foi destituído como presidente da maioria parlamentar do governo. Ironicamente, como "membro sênior do parlamento" ( pai da Câmara ), ele foi chamado a presidir a eleição de um novo presidente, com o qual ele "concordou prontamente". O candidato do governo, Dunstan Hilton , foi eleito sem oposição. Poucos dias depois, o governo apresentou uma moção para suspender completamente Korman do Parlamento pelo restante de seu mandato, que a Rádio Nova Zelândia Internacionaldescrito como a maneira do governo de "puni-lo por suas decisões controversas". A moção foi aprovada por 26 votos a partir de 52. Korman anunciou que apelaria aos tribunais.

## Vida pessoal
Korman nasceu em Erakor, uma vila perto de Port Vila (que não deve ser confundida com a ilha de mesmo nome) e é de descendência européia e melanésia mista. Por parte de pai, ele é descendente de um chefe de Erakor que se casou com uma mulher samoana. Ele freqüentou escolas francófonas e anglófonas em sua juventude. A esposa dele é de Mele. Ele trabalhou com o linguista Jean-Claude Rivierre para produzir uma lista de palavras da língua do Éfato Meridional na década de 1960. Ele adicionou o nome tradicional "Korman" ao seu nome Maxime Carlot quando ele se tornou primeiro-ministro.